# Volleyball Team Tirol
Hypo Tirol Innsbruck – austriacki klub siatkarski z siedzibą w Innsbrucku.
W latach 2000-2003, 2011-2017 i 2020-2024 trenerem klubu był Štefan Chrtiansky, który od sezonu 2024/2025 jest dyrektorem sportowym.

## Sukcesy
Puchar Austrii:
- 2004, 2005, 2006, 2008, 2014, 2023[3], 2025[4]

Puchar Top Teams:
- 2004

Mistrzostwo Austrii:
- 2005, 2006, 2009, 2010, 2011, 2012, 2014, 2015, 2016, 2017, 2023[5], 2024[6], 2025[7]
- 2004, 2013

MEVZA - Liga Środkowoeuropejska:
- 2006, 2009, 2012, 2015
- 2011, 2016, 2017
- 2007, 2008, 2010, 2013

Superpuchar Austrii:
- 2023[8], 2024[9]

## Europejskie puchary[10]
| Sezon     | Europejskie puchary          | Osiągnięcie         |
| --------- | ---------------------------- | ------------------- |
| 2001/2002 | Puchar Top Teams             | faza kwalifikacyjna |
| 2001/2002 | Puchar CEV                   | faza kwalifikacyjna |
| 2002/2003 | Puchar Top Teams             | faza grupowa        |
| 2003/2004 | Puchar Top Teams             | 3. miejsce          |
| 2004/2005 | Liga Mistrzów                | faza grupowa        |
| 2005/2006 | Liga Mistrzów                | faza grupowa        |
| 2006/2007 | Liga Mistrzów                | faza grupowa        |
| 2007/2008 | Puchar CEV                   | 1/8 finału          |
| 2008/2009 | Puchar CEV                   | 1/8 finału          |
| 2009/2010 | Liga Mistrzów                | runda 6             |
| 2010/2011 | Liga Mistrzów                | faza grupowa        |
| 2011/2012 | Liga Mistrzów                | faza grupowa        |
| 2012/2013 | Liga Mistrzów                | faza grupowa        |
| 2013/2014 | Liga Mistrzów                | faza grupowa        |
| 2014/2015 | Liga Mistrzów                | faza grupowa        |
| 2015/2016 | Liga Mistrzów                | faza grupowa        |
| 2016/2017 | Liga Mistrzów – kwalifikacje | II runda            |
| 2016/2017 | Puchar CEV                   | 1/16 finału         |
| 2023/2024 | Liga Mistrzów – kwalifikacje | 2. runda            |
| 2023/2024 | Puchar CEV                   | 1/16 finału         |
| 2024/2025 | Liga Mistrzów                | faza grupowa        |

## Kadra

### Sezon 2024/2025[11]
- Pierwszy trener:  Lorenzo Tubertini

| Nr | Imię i nazwisko                  | Data ur. | Wzrost | Pozycja      |
| -- | -------------------------------- | -------- | ------ | ------------ |
| 1  | Pedro Henrique Frances           | 1989     | 208    | środkowy     |
| 2  | Felix Riccabona                  | 2006     | 186    | rozgrywający |
| 3  | Przemysław Kupka (do 17.12.2024) | 2001     | 206    | atakujący    |
| 3  | Matěj Šmídl (od 07.01.2025)      | 1997     | 205    | atakujący    |
| 4  | Adam Provazník                   | 2000     | 196    | rozgrywający |
| 6  | Michael Ladner                   | 1998     | 190    | przyjmujący  |
| 7  | Arthur Nath                      | 1999     | 190    | przyjmujący  |
| 8  | Kyle Paulson                     | 2002     | 202    | środkowy     |
| 9  | Nicolai Grabmüller               | 1996     | 199    | środkowy     |
| 11 | Robert Viiber                    | 1997     | 205    | rozgrywający |
| 12 | Laurin Albrecht                  | 2006     | 195    | przyjmujący  |
| 13 | Kyle Hobus                       | 2000     | 205    | atakujący    |
| 14 | Jacob Kitzinger                  | 2003     | 184    | libero       |
| 15 | Niklas Kronthaler                | 1994     | 194    | przyjmujący  |
| 17 | Danaił Dimow                     | 2003     | 189    | atakujący    |

### Sezon 2016/2017
- Pierwszy trener:  Štefan Chrtiansky

| Nr | Imię i nazwisko               | Data ur. | Wzrost | Pozycja      |
| -- | ----------------------------- | -------- | ------ | ------------ |
| 1  | Marek Beer                    | 1988     | 201    | środkowy     |
| 2  | Lucas Provenzano João de Deus | 1987     | 178    | libero       |
| 3  | Stefan Chrtiansky Jr          | 1989     | 207    | przyjmujący  |
| 4  | Jan Król                      | 1989     | 198    | atakujący    |
| 6  | Renee Teppan                  | 1993     | 197    | atakujący    |
| 8  | Alexander Tusch               | 1992     | 186    | rozgrywający |
| 9  | Martti Juhkami                | 1988     | 196    | przyjmujący  |
| 11 | Pedro Henrique Frances        | 1989     | 208    | środkowy     |
| 14 | Douglas Duarte Souza da Silva | 1983     | 203    | środkowy     |
| 15 | Niklas Kronthaler             | 1994     | 194    | przyjmujący  |
| 16 | Stanisław Maslijew            | 1993     | 200    | przyjmujący  |
| 17 | Murat Yenipazar               | 1993     | 193    | rozgrywający |

### Sezon 2015/2016
- Pierwszy trener:  Štefan Chrtiansky

| Nr | Imię i nazwisko               | Data ur. | Wzrost | Pozycja      |
| -- | ----------------------------- | -------- | ------ | ------------ |
| 1  | Marek Beer                    | 1988     | 201    | środkowy     |
| 2  | Lucas Provenzano João de Deus | 1987     | 178    | libero       |
| 3  | Stefan Chrtiansky Jr          | 1989     | 207    | przyjmujący  |
| 4  | Jānis Pēda                    | 1985     | 198    | przyjmujący  |
| 6  | Renee Teppan                  | 1993     | 197    | atakujący    |
| 7  | Lorenz Koraimann              | 1993     | 201    | przyjmujący  |
| 8  | Alexander Tusch               | 1992     | 186    | rozgrywający |
| 9  | Gabriel Soares Pessoa         | 1993     | 198    | przyjmujący  |
| 10 | Michael Ermacora              | 1996     | 189    | rozgrywający |
| 11 | Henrique Frances Pedro        | 1989     | 208    | środkowy     |
| 12 | Gregor Ropret                 | 1989     | 192    | rozgrywający |
| 14 | Douglas Duarte Souza da Silva | 1983     | 203    | środkowy     |
| 15 | Niklas Kronthaler             | 1994     | 194    | przyjmujący  |

### Sezon 2014/2015
- Pierwszy trener:  Stefan Chrtiansky

| Nr | Imię i nazwisko               | Data ur. | Wzrost | Pozycja      |
| -- | ----------------------------- | -------- | ------ | ------------ |
| 1  | Marek Beer                    | 1988     | 201    | środkowy     |
| 2  | Lucas Provenzano João de Deus | 1987     | 178    | libero       |
| 3  | Stefan Chrtiansky Jr          | 1989     | 207    | przyjmujący  |
| 4  | Jānis Pēda                    | 1985     | 198    | przyjmujący  |
| 6  | Martti Juhkami                | 1988     | 195    | przyjmujący  |
| 7  | Lorenz Koraimann              | 1993     | 201    | przyjmujący  |
| 8  | Alexander Tusch               | 1992     | 186    | rozgrywający |
| 10 | Andrew Hein                   | 1984     | 211    | środkowy     |
| 12 | Gregor Ropret                 | 1989     | 192    | rozgrywający |
| 14 | Douglas Duarte Souza da Silva | 1983     | 203    | środkowy     |
| 15 | Niklas Kronthaler             | 1994     | 194    | przyjmujący  |
| 17 | Oliver Venno                  | 1990     | 210    | atakujący    |

### Sezon 2013/2014
- Pierwszy trener:  Stefan Chrtiansky

| Nr | Imię i nazwisko               | Data ur. | Wzrost | Pozycja      |
| -- | ----------------------------- | -------- | ------ | ------------ |
| 2  | Erik Shoji                    | 1989     | 186    | libero       |
| 3  | Michal Rak                    | 1979     | 205    | środkowy     |
| 4  | Jānis Pēda                    | 1985     | 198    | przyjmujący  |
| 7  | Lorenz Koraimann              | 1993     | 201    | przyjmujący  |
| 8  | Alexander Tusch               | 1992     | 186    | rozgrywający |
| 9  | Tamás Kaszap                  | 1991     | 198    | rozgrywający |
| 10 | Andrew Hein                   | 1984     | 211    | środkowy     |
| 12 | Alexander Berger              | 1988     | 193    | przyjmujący  |
| 13 | Ronald Jimenez                | 1990     | 200    | atakujący    |
| 14 | Douglas Duarte Souza da Silva | 1983     | 203    | środkowy     |
| 15 | Niklas Kronthaler             | 1994     | 194    | przyjmujący  |
| 16 | Martin Ermacora               | 1994     | 203    | atakujący    |
| 17 | Alexander Harthaller          | 1994     | 193    | przyjmujący  |